# Albors
Albors és un barri de la ciutat de València que forma part del districte dels Camins al Grau, a l'est de la ciutat.
Està situat a nord-oest del districte limitant al nord amb el districte d'Algirós i el seu barri de L'Amistat, a l'oest amb el districte del Pla del Real i el seu barri de Mestalla, a l'est amb el barri d'Aiora i al sud amb el barri del Camí Fondo, els dos últims del mateix districte de Camins al Grau.
La seua forma quadricular ve definida al nord pel carrer dels Sants Just i Pastor, a l'oest per l'avinguda del Cardenal Benlloch, a l'est per l'avinguda del Doctor Manuel Candela i al sud per l'avinguda del Port.
Els principals carrers que travessen el barri són els carrers de La Pobla de Farnals i de Rodríguez Cepeda d'oest a est, i de l'Actor Llorens i d'Aben Al-Abbar de nord a sud.
La seua població el 2009 era de 9.198 habitants.

## Història
Al trobar-se al districte de Camins al Grau es tracta d'un barri nascut de les terres i els camins que unien la ciutat amb el Grau de València. Totes estes terres eren cultivades i regades per braços de la séquia de Mestalla que regava tota la zona nord-est de l'horta de la ciutat.
La zona nord del barri la creuava l'antic Camí d'Algirós, a l'altura de l'actual carrer de la Pobla de Farnals, prop del "Braç d'Algirós" de la séquia de Mestalla que anava per l'actual carrer dels Sants Just i Pastor. Al sud, el Camí Nou del Grau delimita el barri des de 1802, i a l'oest l'avinguda del Cardenal Benlloch formava part de l'antic Camí de Trànsits de la ciutat.

## Elements importants
Al nord-est del barri es troba l'hospital de la "Casa de la Salut", que té els seus orígens en l'"Institut Ginecològic Candela" fundat l'any 1892 per l'eminent Dr. Manuel Candela i que el va traspassar a les Germanes de la Caritat de Santa Anna. Aquestes germanes disposen també al barri del "Parc-Col·legi Santa Anna", al qual s'accedeix per un carreró a l'avinguda del Port.
El "Mercat Municipal d'Algirós" es troba al nord del barri, junt a l'antic traçat del Camí d'Algirós (ara carrer de la Pobla de Farnals).
La zona dels carrers de Rodríguez Cepeda i d'Aben Al-Abbar s'ha convertit els últims anys en una important zona comercial al barri amb nombrosos comerços.

## Transports
Disposa al nord de l'estació d'Amistat de la línia 5 de MetroValencia, al carrer dels Sants Just i Pastor.